# Палімпсести
«Палімпсе́сти» — п'ята збірка поезій українського поета Василя Стуса, яка вийшла у 1986 році в Нью-Йорку, вже по смерті автора. Вважається однією з вершин поетового доробку. Назва пов'язана з палімпсестами — вишкрябаними пергаментами з написаним наново текстом.